# Little Boy

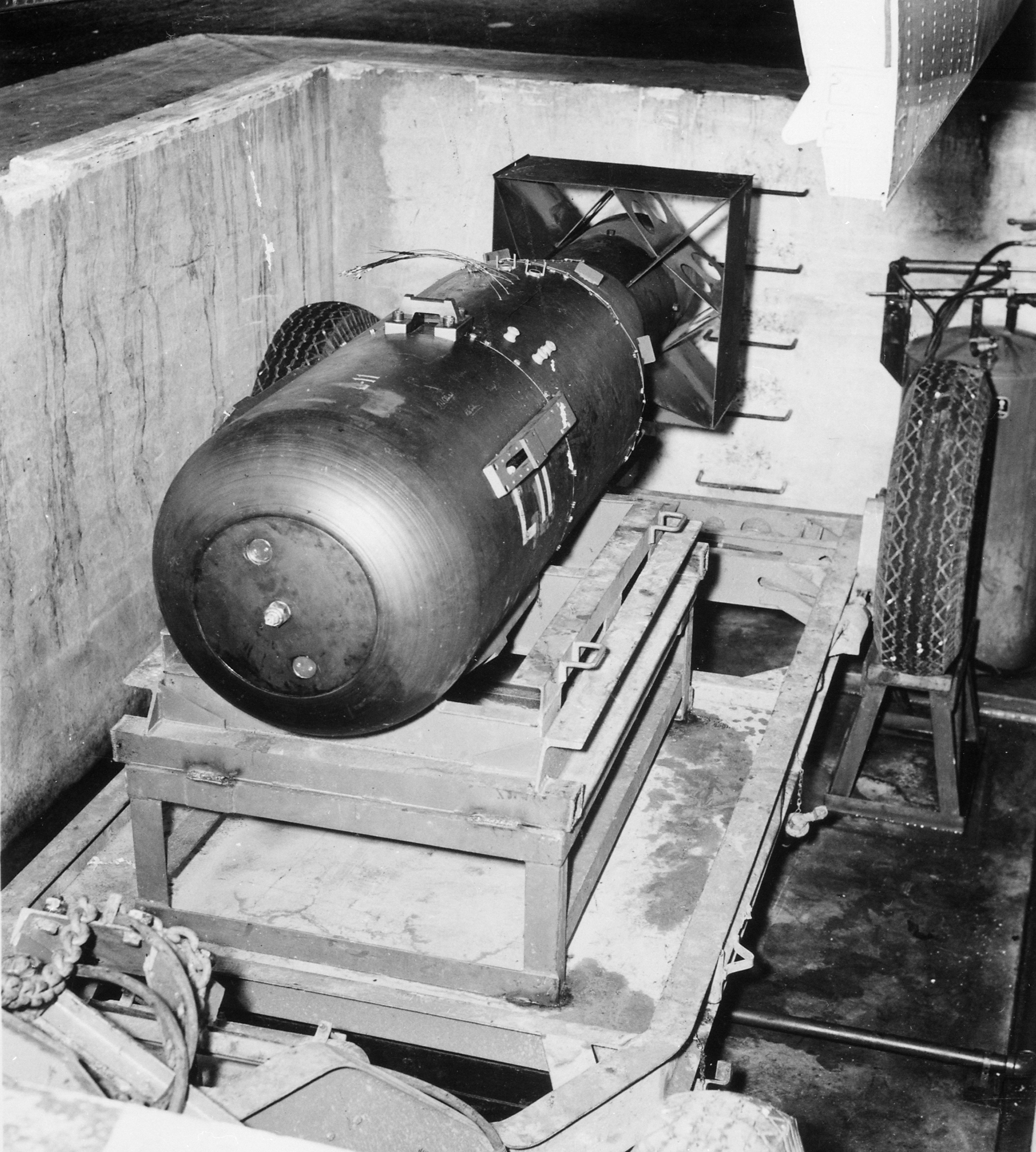
Little Boy (mielőtt az atombombát betöltötték volna az Enola Gay bombaszekrényébe)

A Little Boy az 1945. augusztus 6-án délelőtt 8 óra 15 perckor Hirosimára ledobott urán tartalmú atombomba. (Nevének jelentése „kisfiú”.)

## Története
Az Amerikai Egyesült Államok légi erejének egy B–29-ese, az Enola Gay dobta az atombombát Hirosimára. A bomba urán 235-ös izotópon alapuló fissziós (maghasadás elvű), 15(+/- 20%) kilotonna robbanó erővel rendelkező atomfegyver volt, „puska” típusú bombának megépítve. A vakító villanással és gombafelhővel kísért atombomba-robbanás a halottak és a romok városává tette Hirosimát. Az atomtámadás 140 ezer ember életét követelte, 70 ezer ember azonnal meghalt, a többiek pedig később, a sugárzás okozta betegségek következtében, amely ma is érezteti hatását.
Az amerikaiak éppen az Új-Mexikói sivatagban tesztelték az első atombombát, amikor az Egyesült Államok, az Egyesült Királyság és Kína határozottan megfenyegette Japánt, hogy vagy visszavonul, vagy hirtelen és elsöprő pusztítással kell szembenéznie. Kantaro Szuzuki, a japán miniszterelnök kijelentette, hogy a japán kormány nem vesz tudomást a figyelmeztetésről, és tovább igyekszik a háború sikeres lezárása felé.
1945. július 26-án a USS Indianapolis (egy Portland osztályú nehézcirkáló, melyet 1932-ben állítottak hadrendbe, a második világháborúban aktívan szolgált és 1945. júliusában egy japán tengeralattjáró elsüllyesztette) a bombát elszállította a Tinian szigetén lévő amerikai bázisra. Két nappal később Marshall tábornok, az amerikaiak hadvezére megerősítette a Japán elleni használatra kiadott parancsot. Az első számú célpont Hirosima városa volt. Ezenkívül célba vették még Kokurát és Nagaszakit is. A légitámadások veszélye miatt sok civilt kitelepítettek Hirosimából, a támadások idején viszont még így is 350 000 civil élt a városban.

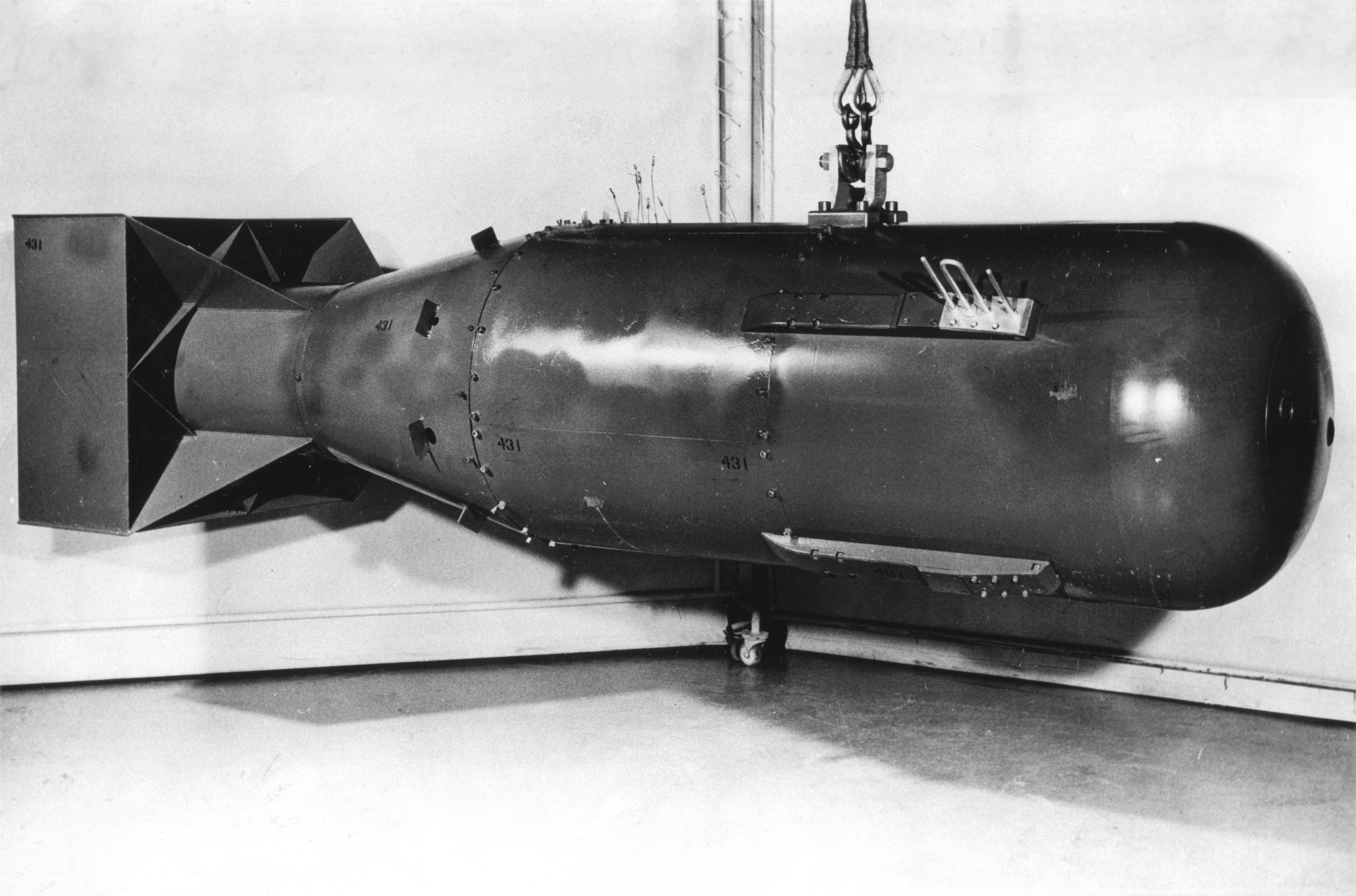
A Little Boy modellje (1960)

A bombát 9 km-es magasságból dobták le, és 600 méterrel a város felett robbant fel mintegy 15 000 tonna TNT erejével. Az atombombának jóval nagyobb volt a pusztító hatása, mint a korábban alkalmazott hagyományos bombáknak.

## Információk a bombáról
- Súlya 4400 kg, hosszúsága 3 m, és átmérője 71 cm volt.
- A bombát a Los Alamos Nemzeti Laboratórium tervezte.

## Fordítás
- Ez a szócikk részben vagy egészben  a   Little_Boy című angol Wikipédia-szócikk fordításán alapul.  Az eredeti cikk szerkesztőit annak laptörténete sorolja fel. Ez a jelzés csupán a megfogalmazás eredetét és a szerzői jogokat jelzi, nem szolgál a cikkben szereplő információk forrásmegjelöléseként.